# Rogiera standleyana
Rogiera standleyana är en måreväxtart som först beskrevs av Antonio Molina, och fick sitt nu gällande namn av David H. Lorence. Rogiera standleyana ingår i släktet Rogiera och familjen måreväxter. Inga underarter finns listade i Catalogue of Life.